# ماركوس ليفيوس
 ماركوس ليفيوس سالينتور  (254 ق.م. - 204 ق.م.) قنصل وقائد روماني اشترك في الحرب البونيقية الأولى والحرب البونيقية الثانية.
في عام 219 ق.م. انتخب ليفيوس قنصلاً لروما مع لوسيوس أميليوس باولوس قبل وقت قصير من الحرب الإيليرية الثانية. بعد أن قاد حملة ناجحة ضد الإيليريين، وُجه إليه اتهامات بمخالفته لقواعد تقسيم غنائم الحرب، وحوكم وأدين لدى عودته إلى روما.
بعد إقصائه من منصبه، اعتزل الحياة العامة لعدة سنوات حتى عام 210 ق.م. وفي عام 207 ق.م. انتخب مرة أخرى قنصلاً (على غير رغبة منه) مع جايوس كلاوديوس نيرو. حاول ليفيوس عرقلة تقدم الجيش القرطاجي الذي كان يغزو شبه الجزيرة الإيطالية. وفي ربيع عام 207 ق.م. استطاع هو وزميله نيرو أن يهزما القرطاجيين قرب فانو في معركة ميتوريوس وقتلوا قائدهم صدربعل برقا، شقيق حنبعل.
وبعد انتصار الرومان في تلك المعركة، عاد إلى روما حيث اختير في عام 206 ق.م. حاكما لولاية «إتروريا» (التي هي توسكانا وأومبريا اليوم) ودافع عنها بين عامي 206-205 ق.م. وفيما بعد عن غاليا كيسالبينا من عام 204 قبل الميلاد وحتى وفاته.
في عام 204 ق.م. انتخب ليفيوس رقيباً مرة أخرى مع جايوس كلاوديوس نيرو، شاب ذلك شجاراً مستمراً مع نيرو، لا سيما فيما يتعلق بضريبة الملح (التي جاء منها لقبه Salinator، التي سيلتصق بذريته من بعده، بما في ذلك الأدميرال الروماني «جايوس ليفيوس سالينتور»)، وانتقامه من المسؤولين عن محاكمته، واستمر في ذلك حتى وفاته.